# Mount Bennett, Västantarktis
Mount Bennett är ett berg i Västantarktis. Nya Zeeland gör anspråk på området. Toppen på Mount Bennett är 3 090 meter över havet.
Terrängen runt Mount Bennett är kuperad åt nordväst, men åt sydost är den bergig. Mount  Bennett är den högsta punkten i trakten.